# Springfield (I Simpson)
Springfield è una città immaginaria degli Stati Uniti d'America, situata in uno stato federato sconosciuto, nella quale sono ambientate le vicende della sitcom animata de I Simpson e del film ad essa dedicato; la geografia e la topografia della città cambiano in base alle esigenze narrative di ogni singolo episodio, portando quindi all'apparizione e alla sparizione di alcuni luoghi quali il porto, il lago e altre zone naturalistiche.
È impossibile determinare la posizione esatta di Springfield, dato che nello show vengono deliberatamente inserite informazioni contraddittorie; il nome stesso è stato scelto in quanto uno dei più utilizzati tra le città degli Stati Uniti d'America (ne esistono 72 in totale) e contribuisce all'obiettivo della serie di criticare in chiave parodistica l'intera società statunitense. Nel 2007 la Springfield situata nello stato del Vermont è stata eletta come città più rappresentativa de I Simpson, in seguito ad un concorso in cui tutte le Springfield dovevano inviare un video illustrativo; tuttavia, come dichiarato dall'autore Matt Groening in un'intervista del 2012, il nome è ispirato alla Springfield dell'Oregon, luogo in cui era ambientata la sitcom Father Knows Best che egli guardava sempre da bambino.
Nel mondo immaginario de I Simpson, Springfield non gode di buona reputazione ed è stata spesso definita come "la città più stupida", "la città più obesa", "la città che vota di meno", "la città con il maggior numero di coccoloni", "la peggiore città dell'America" e "il secchio d'immondizia dell'America".

## Ubicazione
L'ipotetico luogo degli Stati Uniti d'America in cui dovrebbe trovarsi la città di Springfield non è mai stato rivelato dagli autori de I Simpson; occasionalmente sono stati forniti degli indizi, ma sempre in contrasto tra loro.
Nell'episodio Homer il Max-imo, Homer rovescia della fonduta sulla pulsantiera attraverso la quale gestisce la sicurezza della centrale nucleare in cui lavora; sulla mappa degli Stati Uniti dietro di lui, si vede lampeggiare una lucina rossa in corrispondenza dello stato di New York.
Nell'episodio Dietro la risata, la voce fuori campo di Jim Forbes rivela che la famiglia Simpson è originaria del Kentucky.
Nell'episodio Nonno a quattro ruote, Lisa afferma che la città di Branson (Missouri) dista 1.500 km da Springfield.
Nell'episodio Parenti serpenti, fratelli coltelli, la sequenza iniziale consiste in un'inquadratura dall'alto che si allarga sempre di più fino ad arrivare nello spazio; da qui, si può vedere come Springfield sia ubicata esattamente al centro degli Stati Uniti.
Nell'episodio Rimpiazzabile te, Lisa afferma di aver scoperto che un meteorite sta per colpire Springfield e mostra a Bart un mappamondo sul quale è segnalato un puntino rosso situato nello stato del Montana.
Nel film de I Simpson, Ned Flanders porta Bart in cima ad una collina e gli dice che da lì si possono vedere i quattro stati confinanti con Springfield: Maine, Nevada, Ohio e Kentucky; fatta esclusione per Ohio e Kentucky, nella realtà questi stati non confinano l'uno con l'altro.

## Geografia
La geografia e la topografia di Springfield cambiano in base alle esigenze narrative di ogni singolo episodio, portando quindi all'apparizione e alla sparizione di alcuni luoghi quali il porto, il lago e altre zone naturalistiche; tuttavia, ci sono delle ambientazioni ricorrenti in tutte le puntate.
Springfield è attraversata da un lungo fiume e sorge in prossimità di un lago, spesso mostrato inquinato dai depositi abusivi di rifiuti; altri luoghi geografici significativi sono il Monte Springfield, il Grande Corno, il Faro e la Roccia di Geezer. A pochi chilometri dalla città si trova l'oceano, mentre sono spesso mostrate montagne, deserti e pianure nelle vicinanze; verso est sono anche presenti alcune colline da dove è possibile ammirare il panorama sul centro abitato. In due diversi episodi si è vista la regione di West Springfield, una vasta area desertica più grande del Texas.
L'ambiente cittadino è assai inquinato: infatti, oltre agli effetti delle radiazioni nucleari e delle discariche abusive, ospita un deposito di copertoni che sono in fiamme da decenni; l'enorme pila dell'incendio è costituita da pneumatici che, a quanto pare, appartenevano tutti all'utilitaria di Krusty il Clown, a cui lui stesso diede inavvertitamente fuoco gettandovi un sigaro che aveva appena finito di fumare. A causa dell'accumulo di rifiuti provenienti dalle città vicine, una volta Springfield è stata spostata di alcuni chilometri dalla sua posizione originaria.

## Storia
Springfield è stata fondata nel 1796 da un gruppo di pionieri del Maryland, probabilmente puritani, che avevano male interpretato un testo della Bibbia e volevano creare una nuova Sodoma. Il fondatore viene considerato Jebediah Springfield, un eroe della guerra d'indipendenza dal quale la città prende il suo nome; tuttavia, nell'episodio Lisa l'iconoclasta, Lisa scopre che Jebediah era in realtà un pirata di origini tedesche che aveva cercato di uccidere George Washington e si era poi rifugiato presso un gruppo di pionieri ignari di tutto.
Nella sua storia, si riporta come Springfield sia stata teatro di due battaglie durante la guerra di secessione americana e di come abbia dovuto difendersi da numerosi attacchi da parte degli indiani nativi.
A partire dalla seconda metà del ventesimo secolo, Springfield ha conosciuto un grande sviluppo economico in seguito all'invenzione dell'Acquacar da parte di un'abitante della città, un'automobile in grado di galleggiare sull'acqua come una barca; il fallimento dell'Acquacar, dopo la scoperta che quest'ultima esplodeva al raggiungimento del cinquantesimo chilometro, ha però determinato un vero e proprio crollo finanziario, aggravato dalla chiusura della base militare di Fort Springfield che ha rovinato l'industria degli alcolici. Per risollevarsi dalla crisi, la città ha accettato la proposta di Montgomery Burns e ha impiantato sul proprio territorio una centrale nucleare, divenuta la principale fonte di lavoro per gli abitanti.

## Quartieri
La considerazione espressa per la morfologia, risulta valida anche per i distretti della città: a seconda delle esigenze, Springfield ha infatti mostrato svariati quartieri, oltre al consueto Evergreen Terrace nel quale risiede la famiglia Simpson. Fra questi spiccano il quartiere russo (apparso nell'episodio Abbiamo smarrito la nostra Lisa), il quartiere italiano (apparso nell'episodio Le allegre comari di Rossor) e una chinatown. Nell'episodio Trilogia di una giornata sono inoltre menzionati il quartiere di "Springfield Ovest" (molto esteso e poco abitato) e la base militare segreta "Area 51-A". La città vanta infine distretti che nel nome e nelle caratteristiche richiamano luoghi realmente esistenti, come "Sproonklyn" o "Weverly Hills" che sono un chiaro riferimento a Brooklyn e Beverly Hills, situati rispettivamente a New York e Los Angeles.

## Urbanistica

### Edifici principali
In cima alle colline si trovano l'Osservatorio, il Penitenziario e la centrale nucleare, discendendo verso il fiume si incontra il quartiere residenziale di Evergreen Terrace in cui si trovano la bottega dei fumetti, lo stadio degli Springfield Isotopes e la chiesa più antica della città. Al centro della pianura si trova la piazza principale con il Municipio in stile neo-classico, la centrale di polizia, la Biblioteca Municipale e la Statua di Jebediah Springfield. Adiacenti alla piazza si trovano il Cimitero, il Tribunale e il Museo di Springfield. Procedendo ulteriormente verso il lago si incontrano la Fabbrica di Cioccolato, la Discarica di Springfield, la Fabbrica di crackers, la Fabbrica di fuochi d'artificio, lo Zoo di Springfield, il Cinodromo, l'Autodromo, l'Ippodromo, la Casa di riposo e la sede della Duff Beer, una nota azienda produttrice di birra. Adiacente al lago si trova il Molo di Springfield, in passato malfamata e poco frequentata, in seguito riqualificata con la costruzione di ristoranti, locali notturni, negozi, piazze e perfino una fontana in stile futuristico. Dalle ultime serie a Springfield si viene a scoprire che ha anche un quartiere gay con locali e comunità esclusivamente per omosessuali. Inoltre, da alcuni episodi, si viene a conoscenza che in città vi sia pure una chiesa cattolica, antagonista della prima chiesa di Springfield, con patronato e scuola elementare gestiti da una congregazione di suore. Poco fuori dalla città si trova un aeroporto.

### Ristoranti e bar
Vi sono ristoranti di vario tipi: da quelli di alta classe ("Tartufo d'Oro", "The Pimento Grove", il locale preferito dalle celebrità, "Planet Springfield"), ai fast food (Krusty Burger), passando per un ristorante di specialità marinare (L'Olandese Sfrigolante) e ristoranti etnici ("Da Luigi", "Due ragazzi da Kabul", "Happy sumo", ecc.). Vi sono anche molti bar, tra cui la celebre Taverna di Boe.

### Cliniche e ospedali
L'ospedale che più frequentemente compare nella serie è lo Springfield General Hospital, ospedale universitario dove lavora il dottor Julius Hibbert, con vari reparti tra cui quello cardiologico, psichiatrico e pediatrico. Inoltre ci sono pure il Plastic Surgery Center, clinica di chirurgia plastica, e una clinica veterinaria.

### Sistema scolastico
La principale scuola che appare nella maggior parte della serie è la Springfield Elementary School (la scuola elementare di Springfield), dove studiano Bart e Lisa, edificio a due piani con un grande giardino per la ricreazione dove si trova la capanna dove vive il giardiniere Willie, c'è anche una zona mensa (che offre cibi scadenti e poco gradevoli) e l'infermeria, entrambe gestite da Doris Freedman, è una scuola pubblica poco sovvenzionata che sopravvive con continui tagli al budget, costruita con materiali scadenti e con attrezzature approssimative. La scuola è gestita del direttore Seymour Skinner, e il decadente stato dell'istituto è dovuto principalmente al basso rendimento scolastico medio degli studenti, come afferma più volte Skinner, Lisa è l'unica studentessa che dà un minimo di prestigio alla scuola, e dunque in un certo qual modo ne è la colonna portante.

### Sport
La città ospita ogni anno una maratona e possiede una squadra di baseball, gli Springfield Isotopes, gestita dalla Duff. La squadra milita nel Campionato Nazionale di Serie C ma in passato ha ottenuto una storica promozione in Prima Divisione. La città ospita anche una squadra di football americano, gli Springfield Atoms, gestita dalla società di Mr. Burns. Ogni anno viene disputata a Springfield la Sfida Interfede, una partita di basket tra La Squadra Ebrea (capitanata da Krusty il clown e da suo padre il rabbino Hyman Krustofsky), e la Squadra Cristiana che ha come capitani il reverendo Timothy Lovejoy e Ned Flanders.

### Architetture religiose
La maggiore comunità religiosa di Springfield è la "chiesa presbiluterana" ("First Church of Springfield") che fa riferimento al Ramo occidentale della riforma americana presbiluterana, un chiaro riferimento alla confessione luterana e a quella battista. Nella città sono inoltre presenti anche una sinagoga ("Temple Beth Springfield"), una chiesa cattolica, una chiesa episcopale, una moschea ed un tempio buddhista; nei fumetti appare anche una chiesa satanica.

## Cultura
Springfield è la riproduzione stereotipata di una cittadina medio-piccola americana sia a livello demografico che culturale. In alcuni episodi compaiono mostre e musei, ma nonostante questo l'immagine che si ha dei tipici cittadini di Springfield è quella di un "branco di nessuno a basso reddito", come li definisce il sindaco Quimby. Lo stesso George H. W. Bush ammise di essersi trasferito a Springfield dal momento che era la città americana con la minor affluenza alle urne; città in cui avrebbe potuto convivere con "la brava gente media americana".
Effettivamente, ad esclusione di una piccola cricca di uomini facoltosi, la maggior parte dei cittadini percepisce un salario medio e adora attività non esattamente di cultura, come fiere popolari, tradizioni secolari, manifestazioni sportive ecc. Un esempio è l'annuale "Festa delle Mazzate", dove tutti i cittadini si radunano per uccidere e collezionare un gran numero di serpenti.

## Simboli della città
Nello stemma della città di Springfield campeggia la storica frase del fondatore: "Un animo nobile titaneggia anche nel più piccolo degli uomini".
Nello stemma del sindaco campeggia la scritta "Corruptus in extremis".

## Criminalità
Le attività criminali di Springfield sono nelle mani di un'organizzazione italo-americana di stampo mafioso comandata da Anthony "Tony Ciccione" D'Amico. Altri criminali ricorrenti sono: Serpente, che spesso si trova a scontare pene nella prigione di Springfield o a rapinare il supermercato di Apu, Telespalla Bob, pseudonimo di Robert Terwilliger, criminale recidivo condannato per evasione, varie volte per tentato omicidio, rapina a mano armata e broglio elettorale, e Herman, uno psicopatico criminale che gestisce un negozio di armi e che è colpevole di sequestro di persona (il Commissario Winchester e Serpente) e nella vendita di imitazioni di pantaloni firmati.